# Die Tageszeitung
„Die Tageszeitung” (logotyp od 1982 przedstawia zapis „die tageszeitung”, skrót taz) – siódmy pod względem nakładu dziennik niemiecki. Został założony w roku 1978 w Berlinie Zachodnim. Ma lewicowy charakter.
Jego wydawcą jest założona przez dziennikarzy spółdzielnia wydawnicza taz, die tageszeitung Verlagsgenossenschaft eG, która w 2010 miała 10 620 członków. Od 1999 funkcję redaktora naczelnego pełni Bascha Mika.
Sprzedaż dziennika szacuje się na ok. 60 000 egzemplarzy, z czego ok. 50 000 wykupowane jest w ramach prenumeraty. Gazeta publikowana jest codziennie od poniedziałku do niedzieli w tzw. formacie berlińskim (niem. Berliner Format). Od 12 marca 1995 pełną zawartość gazety można przeczytać w Internecie.
Od początku istnienia gazety „Die Tageszeitung” wydawano także jej regionalny dodatek w Berlinie. W przeciągu kilkunastu lat utworzono także lokalne redakcje w Nadrenii Północnej-Westfalii, Hamburgu i Bremie.
Dziennik „Die Tageszeitung” powstał w wyniku kongresu Tunix, odbywającego się w styczniu 1978 w Berlinie, był reakcją na niemiecką jesień 1977. Pierwsze wydanie gazety zostało opublikowane 27 września 1978 (nosiło jednak datę 22 września – prace nad numerem zerowym trwały aż 5 dni).
Pismo nawiązuje w swojej treści do niemieckiej lewicy. Po wyborach parlamentarnych 2005 zorganizowało m.in. plakietki przeciwko przyszłej kanclerz Angeli Merkel, protestowało także przeciwko bezkrytycznemu stosunkowi do polityki prezydenta George’a W. Busha. Wielką uwagę przykłada do kwestii związanych z ekologią, popierając często Zielonych. Mimo tego krytykowało decyzje podejmowane przez czerwono-zieloną koalicję, rządzącą w Niemczech w latach 1998–2005.
26 czerwca 2006 r. gazeta opublikowała artykuł Młody polski kartofel. Dranie, które chcą rządzić światem, ukazujący w satyryczny sposób polskich rządzących – prezydenta Lecha Kaczyńskiego oraz jego brata, premiera Jarosława Kaczyńskiego. Tekst wywołał gwałtowną reakcję polskich polityków prawicowych, co spowodowało z kolei lawinę komentarzy w prasie polskiej i zagranicznej i doprowadziło do napięć w stosunkach polsko-niemieckich. Prokuratura w Warszawie wszczęła śledztwo w sprawie publicznego znieważenia prezydenta Rzeczypospolitej, za co autorom artykułu, trzem niemieckim dziennikarzom, grozić mogło do 3 lat pozbawienia wolności, ale po kilkunastu miesiącach, na początku grudnia 2007, zdecydowała się śledztwo to umorzyć „wobec braku dostatecznych dowodów uzasadniających podejrzenia popełnienia przestępstwa”.
Logotyp „die tageszeitung” od 1982 przedstawia tytuł gazety pisany małą literą, zaś wydanie z 12 sierpnia 2004 zredagowano w tzw. umiarkowanej pisowni małą literą (stosowanie wielkiej litery analogiczne do ortografii polskiej). Była to reakcja na decyzję kilku wydawnictw prasowych, zwłaszcza konserwatywnych, na ogłoszenie zamiaru powrotu do starej niemieckiej pisowni.
W redakcji taz pracuje około 250 osób. Od roku 1991 wszyscy pracownicy otrzymują tę samą pensję, w wysokości ok. 2000 euro miesięcznie, w co nie wlicza się płatnych urlopów itp. wynagrodzeń.